# حزب کمونیست اروگوئه
حزب کمونیست اروگوئه (به اسپانیایی: Partido Comunista del Uruguay‎) یک حزب کمونیست با ایدئولوژی کمونیسم و مارکسیسم–لنینیسم در کشور اروگوئه است که در تاریخ ۲۱ سپتامبر ۱۹۲۰ شروع به فعالیت کرده‌است.

پوستر شصت و دومین سالگرد حزب کمونیست اروگوئه

دبیرکل فعلی حزب کمونیست اروگوئه خوان کاستیلو است.

## دبیران کل
| ن º | سکرتاریو | سکرتاریو                                        | مانداتو  | مانداتو  |
| ن º | سکرتاریو | سکرتاریو                                        | Inicio   | فین      |
| --- | -------- | ----------------------------------------------- | -------- | -------- |
| ۱   | اروگوئه  | اوژنیو گومز                                     | ۱۹۲۰     | ۱۹۵۵     |
| ۲   | اروگوئه  | رادنی آریسمندی                                  | ۱۹۵۵     | ۱۹۷۳     |
| ۳   | اروگوئه  | خیمه پرز (مخفی کاری در دوران دیکتاتوری)         | ۱۹۷۳     | ۱۹۷۴     |
| ۴   | اروگوئه  | خوزه لوئیس ماسرا (مخفی کاری در دوران دیکتاتوری) | ۱۹۷۴     | ۱۹۷۵     |
| ۵   | اروگوئه  | جراردو کوئستا (مخفیانه در دوران دیکتاتوری)      | ۱۹۷۵     | ۱۹۷۶     |
| ۶   | اروگوئه  | لئون لو (مخفیانه در دوران دیکتاتوری)            | ۱۹۷۶     | ۱۹۷۹     |
| ۷   | اروگوئه  | خوزه پاچلا (مخفیانه در دوران دیکتاتوری)         | ۱۹۷۹     | ۱۹۸۱     |
| ۸   | اروگوئه  | Ramón Cabrera (مخفی کاری در دوران دیکتاتوری)    | ۱۹۸۱     | ۱۹۸۵     |
| ۹   | اروگوئه  | رادنی آریسمندی                                  | ۱۹۸۵     | سال ۱۹۸۸ |
| ۱۰  | اروگوئه  | خامس پرز                                        | سال ۱۹۸۸ | سال ۱۹۹۲ |
| ۱۱  | اروگوئه  | مارینا آریسمندی                                 | سال ۱۹۹۲ | ۲۰۰۶     |
| ۱۲  | اروگوئه  | ادواردو لوریه                                   | ۲۰۰۶     | ۲۰۱۷     |
| ۱۳  | اروگوئه  | خوان کاستیلو                                    | ۲۰۱۷     | اکنون    |